# Rudolf Söderberg
Joel Rudolf Söderberg, född 24 februari 1881 i Lidköping, död 24 juli 1958, var en svensk ornitolog, läroverksadjunkt, skriftställare, målare och tecknare.
Han var son till överläraren och redaktören Joel Söderberg och Hildegard Steen och från 1919 gift med pianisten Märta Elisabet Sundbaum samt far till konstnären Brynolf Söderberg. Söderberg studerade zoologi, botanik och geografi vid Stockholms högskola från 1909 till 1916 och blev 1920 fil.lic. vid Lunds universitet. Han arbetade 1913–1923 som lärare vid Skaraborgs läns folkhögskola, Stenstorp, 1923–1929 som adjunkt vid Skara högre allmänna läroverk och 1929–1946 vid Vasa realskola i Stockholm. Han promoverades 1957 till filosofie hedersdoktor vid Stockholms högskola.
Söderberg deltog 1910–1912 i den av  Eric Mjöberg ledda vetenskapliga expeditionen till Australien, och publicerade därifrån 1918 en rapport om fåglarna i nordvästra Australien. 
På 1930-talet skrev Söderberg en serie fickböcker med samlingstiteln Våra fåglar och hur man känner igen dem. De var denna tid de mest använda böckerna för fågelbestämning i fält. Den första delen kom i 16 upplagor från 1932 till 1955. En heltäckande fälthandbok Alla Nordens fåglar kom 1951 men fick inte samma popularitet.
Söderbergs stora intresse var Hornborgasjöns växt- och djurliv, som han följde under hela sitt liv och skrev om i flera böcker och rapporter. Han insåg tidigt de fatala konsekvenserna av sjösänkningarna och var en föregångsman inom naturvården. Han var hedersledamot av Svenska Naturskyddsföreningen och Skaraborgs läns naturskyddsförening. En minnessten över honom har rests vid stranden av den återskapade Hornborgasjön.
Söderberg hade inte obetydliga konstnärliga anlag som han framför allt utnyttjade för att i teckning eller akvarell återge fåglar i landskapsmiljö som kom att illustrera hans böcker böcker. Men han var inte helt autodidakt som konstnär utan under sitt flitiga umgänge med Bruno Liljefors fick han både vägledning och praktisk handledning. Han var medlem i Konstnärsklubben i Stockholm och Tillsammans med Tore Fischer ställde han ut sina verk i Lidköping 1950. Söderberg är representerad vid Skara museum. Vid sin död efterlämnade han manuset till en tryckfärdig memoarbok med tillhörande egenhändigt skapade illustrationer.